# Huexotzinco-Kodex

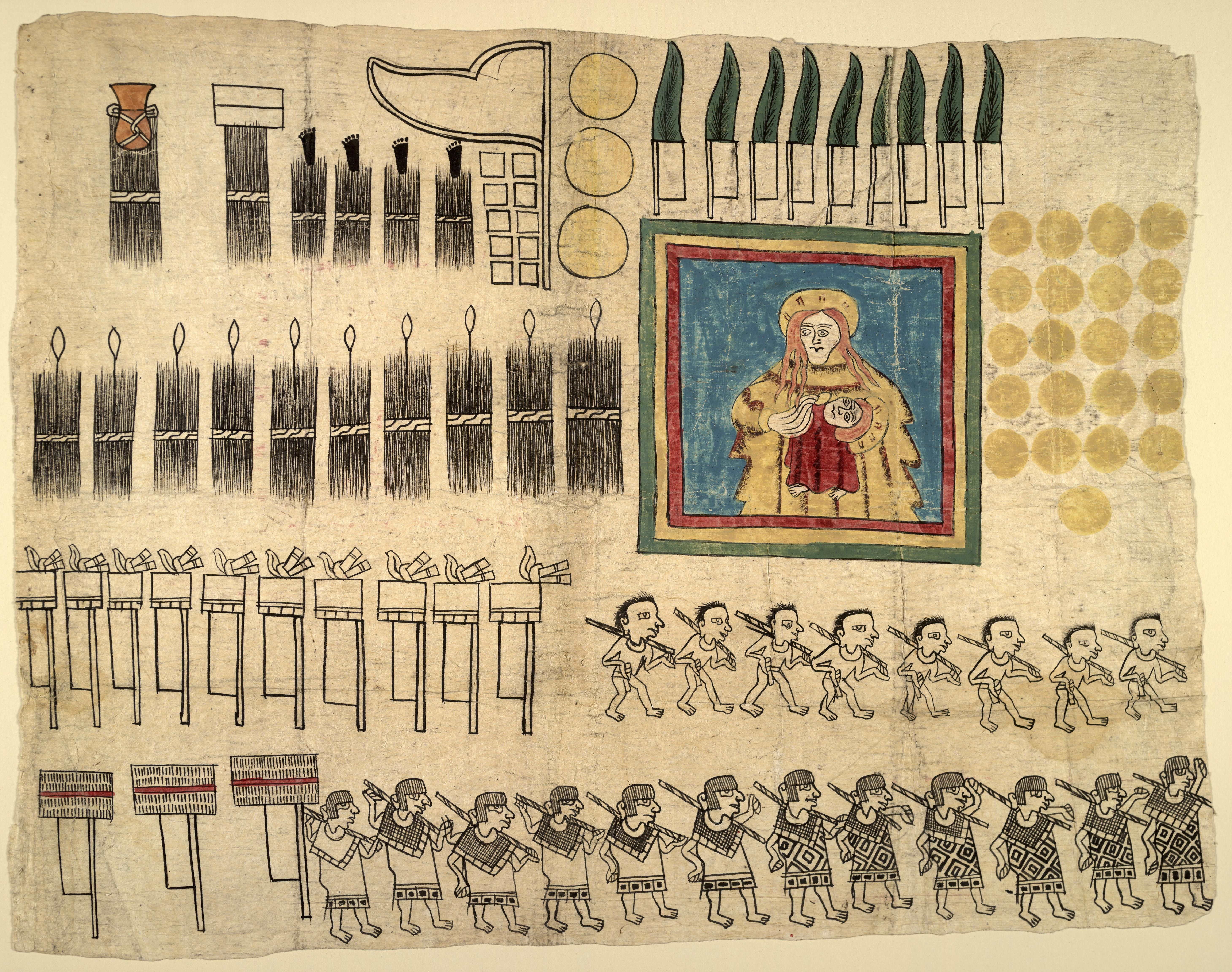
Tafel 1 des Kodex mit Maria und Jesus

Der Huexotzinco-Kodex ist ein Dokument aus Mittelamerika, das wörtliche Zeugenaussagen und begleitende bilderschriftliche Angaben über Tributzahlungen enthält. Das Dokument ist auf Amatl gemalt, einem Papier aus Rindenbast. Es wurde für einen Prozess angefertigt, den Hernán Cortés im Jahre 1531 gegen die Amtsträger der sogenannten Primera Audiencia geführt hat und in dem es um Einkünfte aus der Provinz von Huexotzinco gegangen war. Der Prozess war letztlich erfolgreich und zwei Drittel der überhöhten Abgaben wurden zurückerstattet. Die bilderschriftliche Abteilung des Dokuments enthält das früheste bekannte Marienbildnis aus Mexiko.
Huexotzinco, modern Huejotzingo, ist eine Stadt im Bundesstaat Puebla, südöstlich von Mexiko-Stadt.